# Eё imja - Vesna
Eё imja - Vesna (Её имя — Весна) è un film del 1969 diretto da Iskander Abdurachmanovič Chamraev.